# Merope (Pleiade)

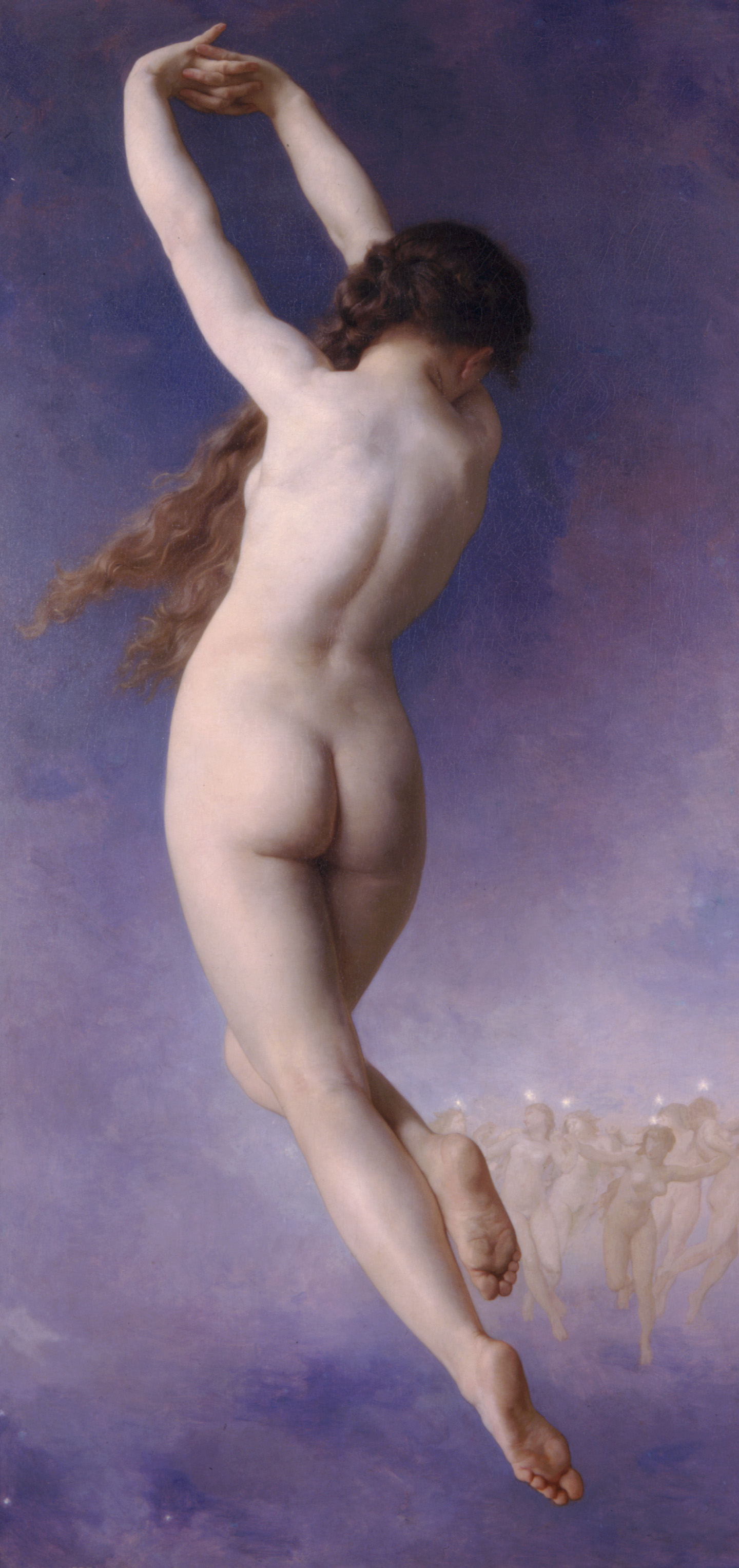
Merope, in 1884 geschilderd door William-Adolphe Bouguereau

Merope is in de Griekse mythologie een van de Pleiaden, de zeven dochters van Atlas en Pleione. Haar zusters waren Elektra, Taygete, Alkyone, Celaeno, Sterope en Maia. Merope was als enige getrouwd met een sterveling, namelijk Sisyphos. Met hem kreeg ze een aantal kinderen: Glaukos, Ornytion, Almus, Thersander en Sinon, en mogelijk ook Alcippe, Iphinoë en Porphyrion. Merope woonde op het eiland Chios. 
Nadat Zeus de Pleiaden - die werden lastiggevallen door Orion - als sterren aan de hemel had geplaatst (het Zevengesternte), bleek één ster nauwelijks te zien. Deze 'verloren Pleiade' zou mogelijk Merope zijn, die zich verstopte uit schaamte voor haar huwelijk met een sterveling.